# Edy Reinalter
Edy Reinalter (n. 24 decembrie 1920, San Murezzan, cantonul Graubünden, Elveția – d. 19 noiembrie 1962, Tschagguns⁠(d), Vorarlberg, Austria) a fost un schior alpin ce a reprezentat Elveția, medaliat olimpic. A participat la o ediție a Jocurilor Olimpice (1948) în care a câștigat o medalie de aur.

## Participări
Lista de mai jos prezintă principalele competiții la care a participat Edy Reinalter de-a lungul carierei.
- alpine skiing at the 1948 Winter Olympics – men's slalom[*]